# Anif

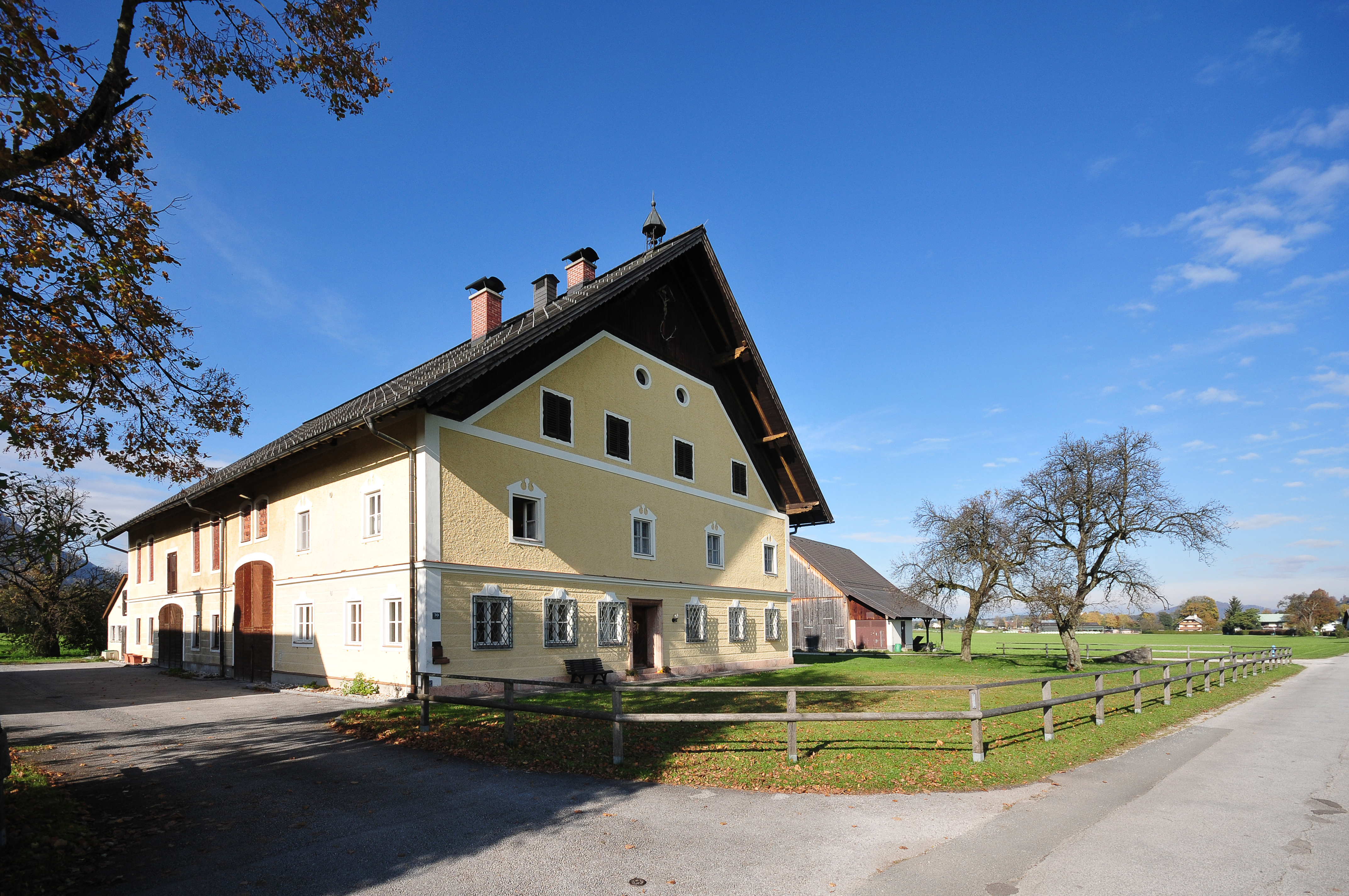
Anif

Anif is een gemeente in de Oostenrijkse deelstaat Salzburger Land, gelegen in het district Salzburg-Umgebung. De gemeente heeft ongeveer 4100 inwoners.

## Geografie
Anif heeft een oppervlakte van 7,61 km². De gemeente ligt in het middennoorden van Oostenrijk, dicht bij de grens met de Duitse deelstaat Beieren.

## Bijzonderheden
Dirigent Herbert von Karajan ligt in Anif begraven.
Anif · Anthering · Bergheim · Berndorf bei Salzburg · Bürmoos · Dorfbeuern · Ebenau · Elixhausen · Elsbethen · Eugendorf · Faistenau · Fuschl am See · Großgmain · Göming · Grödig · Hallwang · Henndorf am Wallersee · Hintersee · Hof · Koppl · Köstendorf · Lamprechtshausen · Mattsee · Neumarkt am Wallersee · Nußdorf am Haunsberg · Oberndorf bei Salzburg · Obertrum · Plainfeld · Schleedorf · Seeham · Seekirchen am Wallersee · St. Georgen bei Salzburg · St. Gilgen · Straßwalchen · Strobl · Thalgau · Wals-Siezenheim
- Gemeinsame Normdatei: 4204404-2
- Library of Congress Control Number: n2003084282
- MusicBrainz: 8081688d-c9f6-4cf0-aaf7-8c953ccee3cf
- Nationale Bibliotheek van Israël: 987007494364505171
- Virtual International Authority File: 129205321
- WorldCat: E39PBJhCG8PWKQ8wpRH94Rjpyd